# Serap Güler

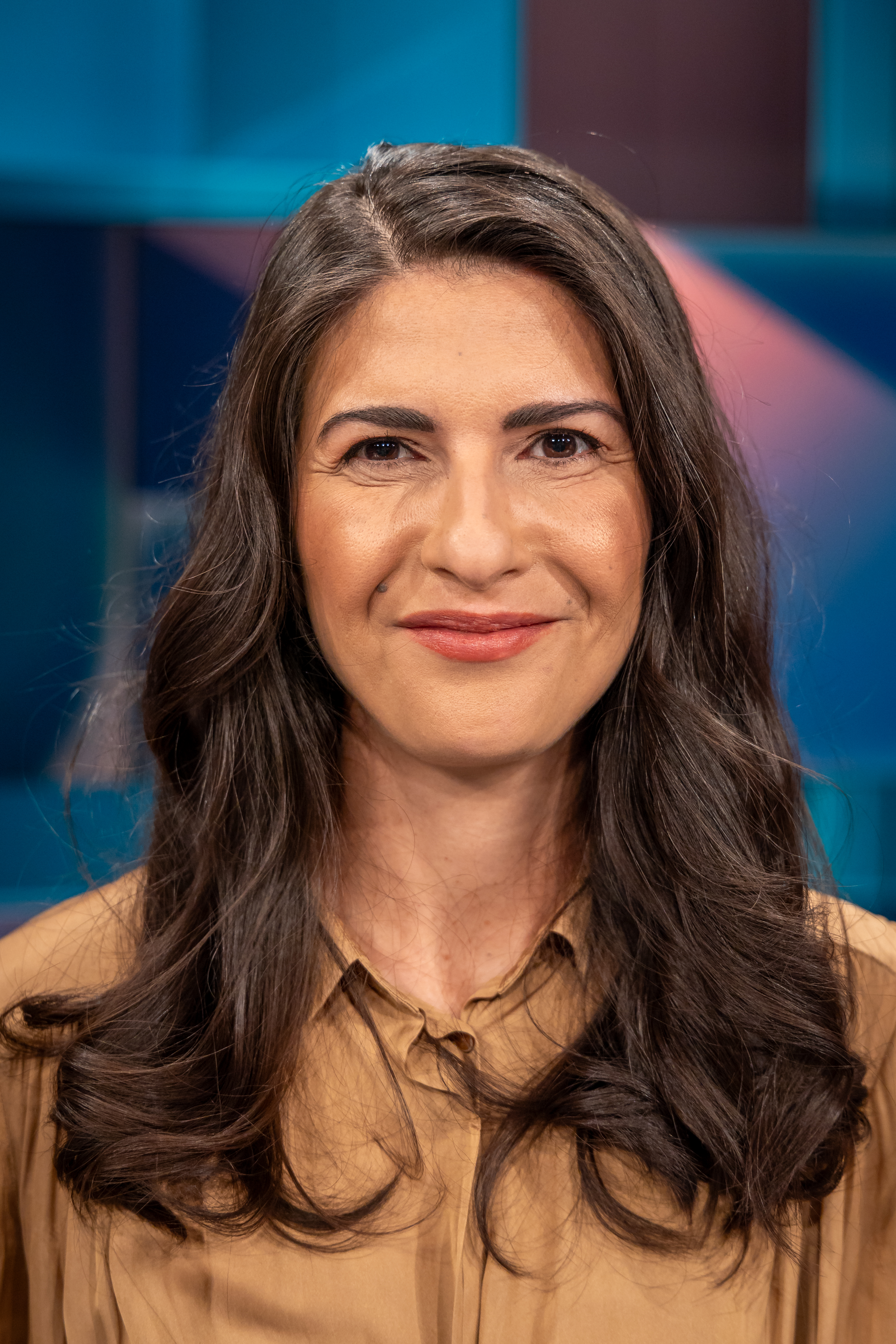
Serap Güler, 2025

Serap Güler (* 7. Juli 1980 in Marl) ist eine deutsche Politikerin (CDU). Sie ist seit 2021 Mitglied des Deutschen Bundestages und seit 2025 Staatsministerin beim Bundesminister des Auswärtigen. Zuvor war sie von 2017 bis 2021 Staatssekretärin für Integration im Ministerium für Kinder, Familie, Flüchtlinge und Integration des Landes Nordrhein-Westfalen.

## Leben
Serap Güler wuchs als Kind türkischer Gastarbeiter in Deutschland auf. Ihr Vater war Bergmann und arbeitete 40 Jahre lang unter Tage, ihre Mutter war als Putzfrau tätig. 1999 legte sie ihre Abiturprüfung an der Willy-Brandt-Gesamtschule in Marl ab, absolvierte eine Ausbildung zur Hotelfachfrau und von 2002 bis 2007 ein Studium der Kommunikationswissenschaft und Germanistik an der Universität Duisburg-Essen mit dem Abschluss Magistra Artium. Ihre berufliche Laufbahn begann Serap Güler im Ministerium für Generationen, Familie, Frauen und Integration des Landes Nordrhein-Westfalen, anfangs für ein halbes Jahr als Sachbearbeiterin, dann bis 2010 als Referentin im Ministerbüro des damaligen Ministers Armin Laschet. Nach der Landtagswahl in Nordrhein-Westfalen 2010 wechselte sie als Pressereferentin im Rang einer Regierungsrätin in das Gesundheitsministerium von Barbara Steffens.
Güler lebt in Köln, ist Muslimin, verheiratet und seit 2010 deutsche Staatsbürgerin.

## Politik
Serap Güler ist seit 2009 Mitglied in der CDU. 2014 wurde sie zur stellvertretenden Vorsitzenden der CDU Köln gewählt. Seit April 2025 ist sie Vorsitzende der CDU Köln.

### Landespolitik
Bei der Landtagswahl in Nordrhein-Westfalen 2012 war ihr Wahlkreis Köln VII (Köln-Mülheim). Serap Güler zog als jüngste Abgeordnete ihrer Partei über die Landesliste in den Landtag. Dort war sie eine der Schriftführerinnen und zudem Fraktionssprecherin für den Arbeitskreis Integration. 2017 trat sie im Wahlkreis Köln VI (Neustadt Nord, Deutz, Kalk) an. Sie errang kein Mandat und wurde als Staatssekretärin für Integration im Ministerium für Kinder, Familie, Flüchtlinge und Integration in das Kabinett Laschet berufen. Dieses Amt legte sie nach ihrem Einzug in den Bundestag im Oktober 2021 nieder.

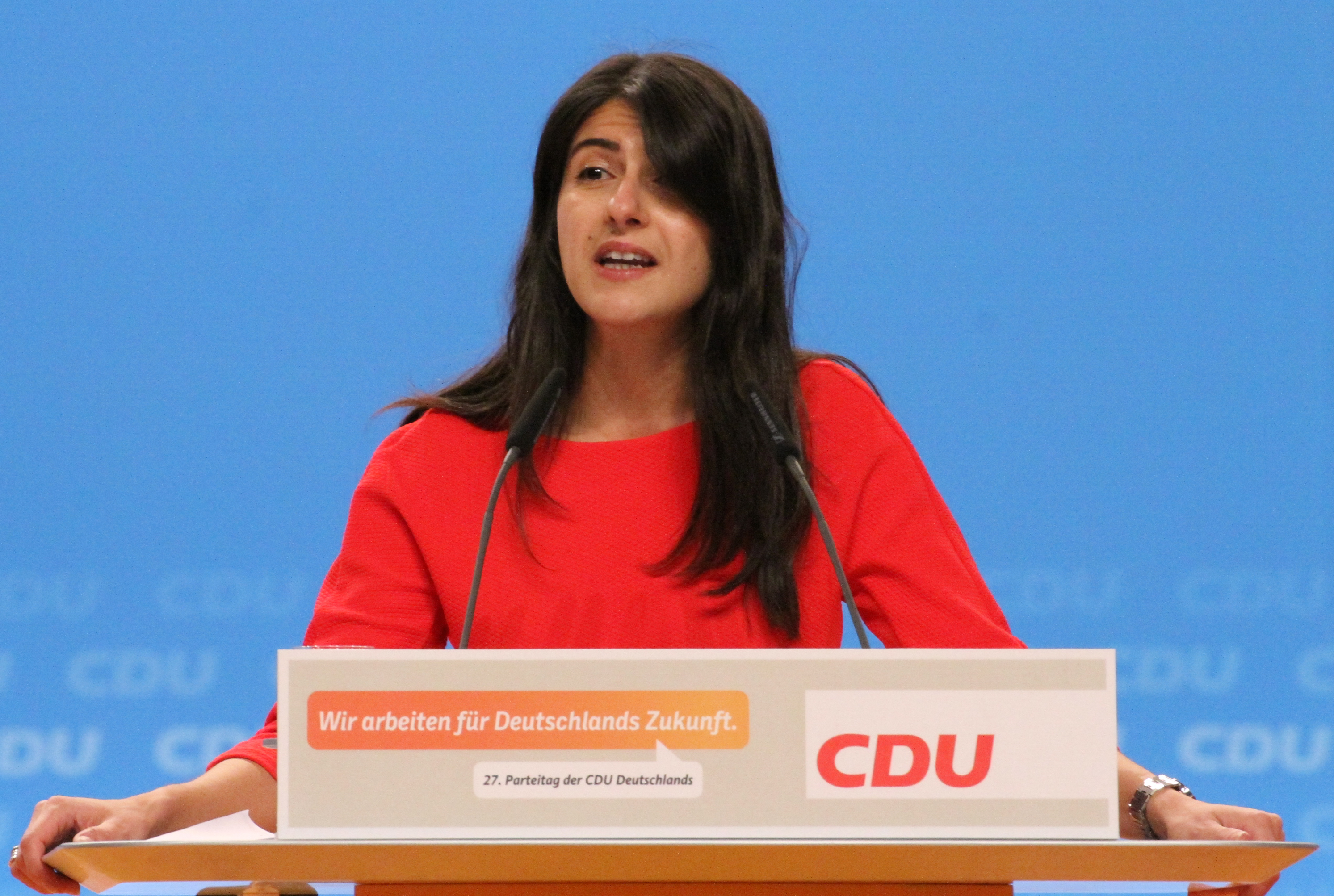
Serap Güler beim 27. Parteitag der CDU Deutschlands am 9. Dezember 2014 in Köln

### Bundespolitik
Am 4. Dezember 2012 wurde sie auf dem CDU-Bundesparteitag in den CDU-Bundesvorstand gewählt. Auf den Parteitagen der CDU 2014 bis 2020 wurde sie jeweils bestätigt.
Sie war die Direktkandidatin der CDU im Bundestagswahlkreis Leverkusen – Köln IV für die Bundestagswahl 2021, verlor die Wahl zum Direktmandat aber gegen Karl Lauterbach (SPD) und zog über die Landesliste in den Bundestag ein. Bei der Bundestagswahl 2025 wechselte sie den Wahlkreis und kandidierte im Bundestagswahlkreis Köln I, wo sie die Wahl zum Direktmandat gegen Sanae Abdi (SPD) verlor und wiederum über die Landesliste das Mandat für den Bundestag gewann. 
Sie ist die erste türkeistämmige Bundestagsabgeordnete der CDU.
Im Zuge der Bildung des Kabinetts Merz wurde sie am 6. Mai 2025 zur Staatsministerin beim Bundesminister des Auswärtigen, Johann Wadephul (CDU), ernannt.

## Positionen und politisches Engagement
Die „einem liberalen Islamverständnis zugeneigte Abgeordnete“ Serap Güler ist dem christlich-sozialen Flügel der CDU zuzuordnen (sie ist u. a. Mitglied des CDU-Arbeitnehmerflügels CDA). Auch außerhalb der Partei engagiert sie sich für die katholische Soziallehre, z. B. im Kolpingwerk: „Dass es sich dabei um eine katholische Einrichtung handelt, sollte einen Andersgläubigen nicht davon abhalten, diese solidarische Arbeit zu unterstützen.“. Güler ist seit 2023 Mitglied im Senat der Deutschen Nationalstiftung. Darüber hinaus ist Serap Güler Mitglied der überparteilichen Europa-Union Deutschland, die sich für ein föderales Europa und den europäischen Einigungsprozess einsetzt.

### Integrationspolitik
Die Unterschriftenaktion des früheren hessischen CDU-Landeschefs Roland Koch gegen die doppelte Staatsbürgerschaft empfindet Serap Güler heute noch als schwere Hypothek. Dass sich junge Doppelstaatler im Rahmen der Optionsregelung künftig für einen Pass entscheiden müssen, findet sie „nicht mehr zeitgemäß“. Im Gegensatz zu Kirchen, Wohlfahrtsverbänden und Gewerkschaften hätten alle Parteien die Integrationspolitik in den letzten Jahrzehnten „völlig verschlafen“, kritisiert Güler.
Güler war im Jahr 2018 in ihrer Funktion als Integrationsstaatssekretärin in NRW wesentlich an der Initiative des NRW-Integrationsministeriums zum Verbot eines islamischen Kopftuches im Schulunterricht für religionsunmündige Mädchen (also unter 14 Jahren) beteiligt. Öffentliche Aufmerksamkeit erfuhr insbesondere Gülers Aussage, „einem jungen Mädchen ein Kopftuch überzustülpen, ist pure Perversion. Das sexualisiert das Kind. Dagegen müssen wir klar Position beziehen.“ Weiter sagte Güler, ihre eigene Mutter habe sich als Erwachsene für das Kopftuch entschieden und ihr selbst die Wahl gelassen: „Jedes junge Mädchen soll die Möglichkeit haben, die ich bekommen habe.“

### Familienpolitik
Serap Güler spricht sich für das Betreuungsgeld aus. Sie ist Abtreibungsgegnerin.

### Bildungspolitik
Sie fordert Sprachförderung noch vor der Einschulung. Sie sieht die Sprache als Voraussetzung gesellschaftlicher Teilhabe. Den Schulkonsens bezeichnet sie als ein wichtiges politisches Zeichen dafür, welcher den jahrzehntelangen Kampf um die Schulform beendet hat. Sie spricht sich für konfessionellen Religionsunterricht und gegen Ethikunterricht aus. Zudem engagiert sich Serap Güler für die Anerkennung ausländischer Berufsabschlüsse.
Sie war 2024, zusammen mit Kerstin Vieregge, Verfasserin eines CDU-Konzeptpapiers, das sich für mehr Nachwuchswerbung der Bundeswehr  auf Jobportalen, in Schulen und Universitäten ausspricht.

### Proteste in der Türkei 2013
Während der Proteste gegen die autoritäre Regierungspolitik von Recep Tayyip Erdoğan war Serap Güler in der Türkei. Sie kritisiert Erdoğan und seine Regierung unter anderem dafür, dass sie der „Bevölkerung ihre Meinung und ihre Lebensweise aufzwingen wollen“.

### Kontroverse um die Grauen Wölfe
In der Diskussion um die Unterwanderung deutscher Parteien durch die Grauen Wölfe erklärte Serap Güler auf Anfrage der Zeitung Die Welt, dass sie eine Mitgliedschaft in der CDU mit dem offenen Bekenntnis zu den Grauen Wölfen oder der Mitgliedschaft bei den „Idealisten“ für nicht vereinbar halte. Laut einem Bericht der deutschen Tageszeitungen Die Welt und der FAZ besuchte Güler zwei Veranstaltungen, bei denen Aktivisten der Grauen Wölfe für sich geworben hätten.
Das „Deutsch-Türkische Journal“ wertete im Dezember 2012 diese Darstellungen dagegen als „peinliche Hetzkampagne von ‚Welt‘ und AABF gegen MdL Serap Güler“.

### Nominierung von Hans-Georg Maaßen als CDU-Bundestagskandidat
Im April 2021 verurteilte sie die Nominierung des ehemaligen Verfassungsschutzpräsidenten Hans-Georg Maaßen als CDU-Bundestagskandidat in Thüringen. „An die 37 Parteikollegen in Südthüringen: Ihr habt echt den Knall nicht gehört! Wie kann man so irre sein und die christdemokratischen Werte mal eben über Bord schmeißen?“, schrieb sie bei Twitter.

### Positionen anlässlich des russisch-ukrainischen Krieges
Nach Beginn des russisch-ukrainischen Krieges forderte Güler die Nachrüstung der Bundeswehr innerhalb von fünf Jahren sowie die Einführung eines verpflichtenden sozialen Jahres für alle Schulabgänger in Deutschland unabhängig von Geschlecht und Staatsbürgerschaft. Ferner forderte sie nach dem russischen Überfall auf die Ukraine 2022 ein Gasembargo gegen Russland und eine Energiepreisbremse. Die Wiedereinführung der Wehrpflicht lehnte sie ab. Güler sprach sich für den besseren Schutz von aus der Ukraine geflüchteten Frauen aus. In der Taurus-Kontroverse beklagte sie am 15. März 2024 ihres Erachtens „erschreckende Gemeinsamkeit zwischen der SPD und der AfD“.

## Kritik
Im April 2022 geriet sie im Zuge der „Mallorca-Affäre“ von Ursula Heinen-Esser (Ministerin für Umwelt, Landwirtschaft, Natur- und Verbraucherschutz) in die Öffentlichkeit. Sie hatte mit Kommunalministerin Ina Scharrenbach und Bundes- und Europaminister Stephan Holthoff-Pförtner an der Geburtstagsparty für Heinen-Essers Ehemann auf Mallorca teilgenommen, als NRW gerade mit der Flutkatastrophe 2021 bzw. den Folgen kämpfte. Güler bat via Twitter um Entschuldigung: „Ich hätte eine private Wochenendreise nach Mallorca […] in dieser Situation nicht antreten dürfen“, das sei „pietätlos und falsch“ gewesen. Dass der Eindruck entstanden sei, das Schicksal der von der Flut betroffenen Menschen interessiere sie nicht, tue ihr leid.

## Schriften
- „Religionsfreiheit – Schlüssel für Frieden“ in Christoph Klausing (Hg.): Die Kölner Leitsätze 1945 und heute. Eine Suche nach dem Markenkern der Christdemokratie. LIT Verlag 2018. S. 75–80, ISBN 978-3-643-14103-3.
- Mit einem Gastbeitrag vertreten: 60 Jahre – Wie Deutschland zur Heimat wurde, herausgegeben von Özcan Mutlu, mit einem Vorwort von Bundespräsident Frank-Walter Steinmeier, Correctiv Verlag, Essen 2021, ISBN 978-3-948013-15-8. Auch bei der Bundeszentrale für politische Bildung unter demselben Titel erschienen.